# Liste der Bodendenkmale in Glaubitz
In der Liste der Bodendenkmale in Glaubitz sind die Bodendenkmale der Gemeinde Glaubitz und ihrer Ortsteile nach dem Stand der Auflistung von Harald Quietzsch und Heinz Jacob aus dem Jahr 1982 aufgelistet. Eventuelle Änderungen und Ergänzungen, insbesondere aus der Zeit nach der Wende, sind nicht berücksichtigt, da für Sachsen aktuell keine neueren allgemein zugänglichen Bodendenkmallisten vorliegen. Die Baudenkmale sind in der Liste der Kulturdenkmale in Glaubitz aufgeführt.
| Denkmal-ID | Fundart            | Ortsteil | Bezeichnung | Zeitstellung | Lage                                           | Bemerkungen                                                           | Bild |
| ---------- | ------------------ | -------- | ----------- | ------------ | ---------------------------------------------- | --------------------------------------------------------------------- | ---- |
| ?          | Befestigung > Burg | Glaubitz | Wasserburg  | Mittelalter  | südlich von Sageritz, Bereich von Gut Glaubitz | Befestigter Hof, Grabenteile im Süden und Teich im Nordosten erhalten |      |